# 翰林V3
翰林电子书是天津津科电子有限公司生产的一系列电子书阅读器。翰林V3采用6寸的e-ink屏幕，并运行Linux。

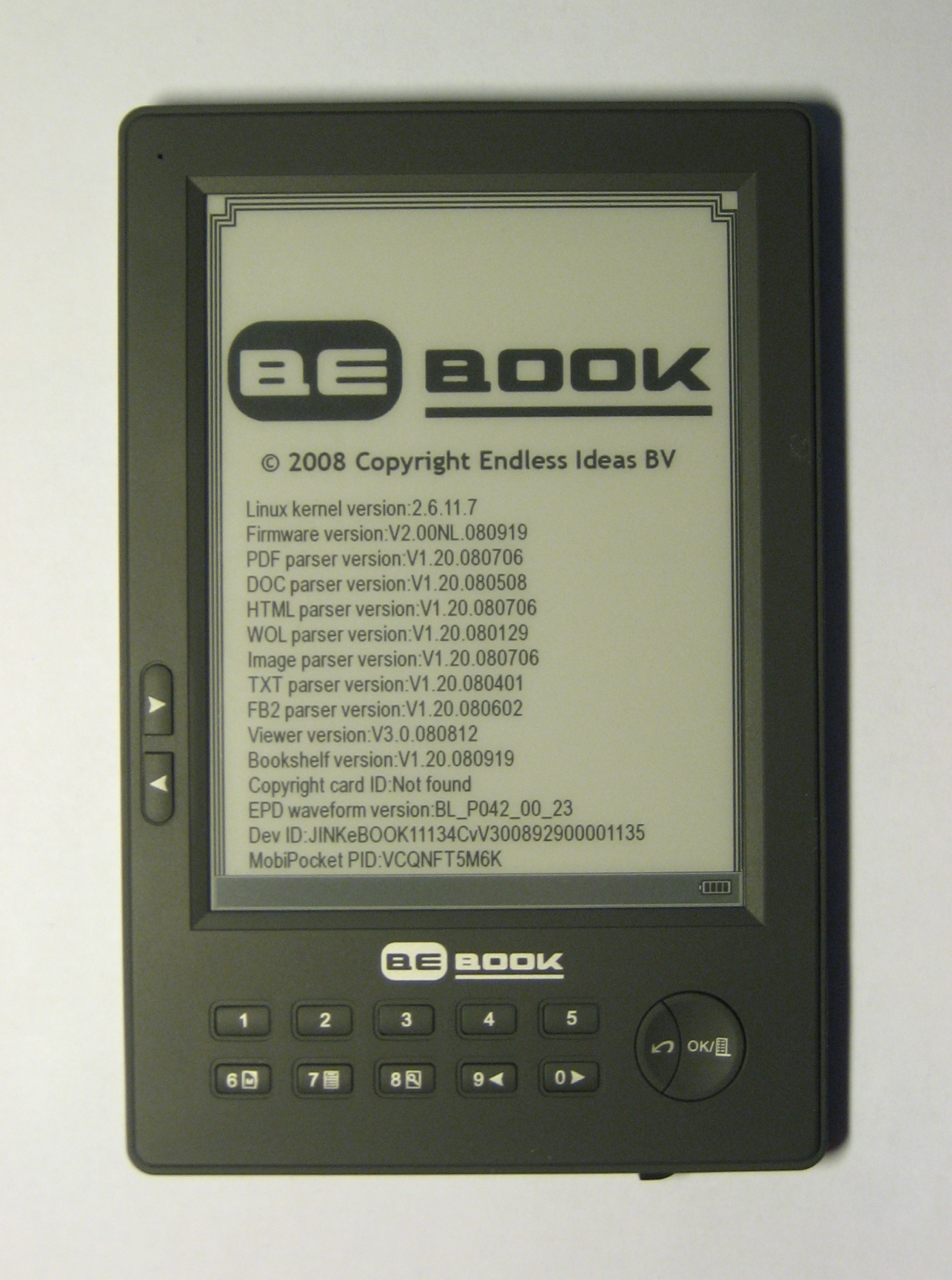
BeBook是津科代工的相同产品

翰林V3有很多不同的名称，如（乌克兰）, Walkbook（土耳其）, （荷兰）, EZ Reader（美国）and Papyre 6.1（西班牙）、DigiBook V3等。
翰林V3支持不同的语言，包括中文、英文、俄文、乌克兰文、土耳其文、法文、西班牙文、德文、荷兰文、日文、韩文、匈牙利文、爱沙尼亚文及波兰文。
翰林V3支持的文档格式包括PDF、TXT、RTF、DOC、CHM、FB2、HTM、WOLF、DJVU、LIT、EPUB、PPT及Mobipocket。V3也可以查看TIFF、JPEG、GIF、BMP及PNG等格式的图片和播放MP3格式的音频。另外，V3还支持ZIP和RAR格式的压缩包。